# Valensole
Valensole é uma comuna francesa na região administrativa da Provença-Alpes-Costa Azul, no departamento dos Alpes da Alta Provença. Estende-se por uma área de 127,77 km². Em 2010 a comuna tinha 3 251 habitantes (densidade: 25,4 hab./km²).